# Словенија (1918—1924)
Покрајина Словенија била је привремена територијална јединица Краљевине Срба, Хрвата и Словенаца, која је постојала од југословенског уједињења 1918. године до 1924. Њено укидање и увођење области као административних подручја предвиђено је Видовданским уставом 1921. године. Словенија и Далмација су административно биле подијељене само на срезове (котаре), осим судске подјеле која је одговарала окрузима и жупанијама у другим покрајинама.

## Председници владе
Народна влада (1918—1919):
|  | Јосип Погачник, (31. 10. 1918 − 20. 1. 1919) |

Земаљска влада (1919—1921):
|  | Јанко Брејц, ((20. 1. 1919 − 24. 2. 1920) и (24. 2. 1920 − 14. 12. 1920)) |
|  | Леонид Питамиц, (14. 12. 1920 − 19. 2. 1921)                              |
|  | Виљем Балтич, (19. 2. 1921 − 9. 7. 1921)                                  |

Покрајинска управа (1921—1924):
|  | Иван Хрибар. (9. 7. 1921 − 3. 12. 1924) |

## Демографија
По подацима из 1921. године, матерњи језици становништва били су сљедећи:
- Словенаца (980.222),
- Немаца (41.514),
- Мађара (14.429),
- Срба или Хрвата (11.898),
- Чехословака (2.941),
- Руса (1.630),
- Талијана (701),
- Пољака (338),
- Турака (237),
- Француза (125),
- Арнаута (103),
- Енглеза (38),
- Русина (35),
- Румуна и Цинцара (31),
- осталих и непознато (677).